# Chassalia ambodirianensis
Chassalia ambodirianensis är en måreväxtart som beskrevs av Cornelis Eliza Bertus Bremekamp. Chassalia ambodirianensis ingår i släktet Chassalia och familjen måreväxter. Inga underarter finns listade i Catalogue of Life.